# Бриджес, Бо
Ллойд Ве́рнет «Бо» Бри́джес III (англ.  Lloyd Vernet "Beau" Bridges III; род. 9 декабря 1941, Лос-Анджелес, США) — американский актёр, неоднократный обладатель премий «Золотой глобус» и «Эмми».

## Ранние годы
Ллойд Вернет Бриджес родился в Голливуде, Лос-Анджелес, Калифорния, в семье телевизионного актёра Ллойда Бриджеса и Дороти Бриджес (урожд. Симпсон). Бо был старшим ребёнком в семье — в 1949 году появился его младший брат и также будущий актёр Джефф Бриджес, а в 1950 — сестра Синди. Второй брат Гэри (род. 1947) умер при рождении. Прозвище «Бо» актёру дали его родители в честь сына Эшли Уилкса из произведения «Унесённые ветром».
В средней школе Бо увлекался баскетболом и во время первого года обучения в Калифорнийском университете входил в состав баскетбольной команды. Позднее перевёлся в Гавайский университет, но в 1967 году бросил обучение, чтобы сыграть свою первую серьёзную роль в фильме «Ради любви к Айви», за которую был впервые номинирован на премию «Золотой глобус» как лучший актёр второго плана.

## Карьера
Бо Бриджес дебютировал на экране в возрасте семи лет. В 1948 году он сыграл детские роли в фильме «Нет невинных пороков» классика американского кинематографа Льюиса Майлстоуна, а в 1949 году — в картине «Рыжий пони» по одноимённой повести Джона Стейнбека.
В 1960—1962 годах он играл роль Эдди Тинкера году в научно-фантастическом телесериале The Clear Horizon вместе с Тедом Найтом и Ли Меривезер После того как шоу было закрыта, он множество раз появлялся в качестве приглашенного актёра в различных сериалах. Также он снялся в сериале «Морская охота», главную роль в котором играл его отец, а в эпизодических ролях появились его брат и мать. Впоследствии он неоднократно играл вместе с отцом и несколько раз — вместе с братом.
В 1967 году вместе с Руби Ди и Эдом Макмэхоном сыграл роль в триллере «Инцидент, или Случай в метро», в 1970 году — главную роль в драме «Землевладелец», где его партнёршей была Дайана Сэндс, а в 1979 году — в фильме «Норма Рэй» сыграл мужа героини Салли Филд. В фильме «Пять мушкетёров» Кена Аннакина он сыграл обе главные роли: короля и его брата-близнеца, его отец, Ллойд Бриджес, также выступил в этом фильме в роли Арамиса.
В 1969 году актёр вместе с братом Джеффом планировал заняться музыкальной карьерой и подписал контракт с Куинси Джонсом, но проект так и остался нереализованным. В 1987 году Бриджес выступив как режиссёр, сняв своего отца в роли полковника Хастера в боевике «Дикая парочка», а также сам сыграл одну из главных ролей вместе с Буббой Смитом.
В 1989 году Бриджес получил приз Ассоциации кинокритиков США за роль второго плана в музыкальном фильме «Знаменитые братья Бейкеры», главные роли в котором исполнили его брат Джефф и Мишель Пфайффер. В 1991 году он сыграл главную роль пресс-секретаря Белого дома Джеймса Брейди в телевизионном фильме «Без предупреждения», за работу в котором получил премии «Эмми» и «Золотой глобус». В 1993 роль в комедии «Убийца предводителя» также принесла ему премии «Эмми» и «Золотой глобус» на этот раз как лучшему актёру второго плана.
В 1994 году Бо вновь пригласил Ллойда Бриджеса в свой фильм «Тайные грехи моего отца». В 1995 году он был номинирован на премию «Эмми» как лучший приглашённый актёр за роль в фантастическом телесериале «За гранью возможного». В 1996 году роль в телефильме Мартина Белла «Скрыто в Америке», продюсером которого был Джефф Бриджес, он в очередной раз был номинирован на премию «Эмми», а в 1997 году вновь получил её за роль в телефильме «Заговор против Америки».
В 2002—2003 годах Бриджес исполнил главную роль директора ЦРУ в телесериале «Агентство», а в 2005—2007 годах он играл роль руководителя проекта «Звёздные врата» в телесериале «Звёздные врата: SG-1». В 2007 году он был номинирован на премию «Эмми» за роль отца главного героя в комедийном сериале «Меня зовут Эрл». В 2008 году актёр появился в роли злодея в фильме «Макс Пэйн» режиссёра Джона Мура по одноимённой компьютерной игре.
В различное время Бо Бриджес играл таких исторических личностей как Бенджамин Франклин, Ф. Т. Барнум, Ричард Никсон, Джеймс Брейди и Том Паркер. 7 апреля 2003 года на Голливудском бульваре рядом со звёздами его отца и брата была заложена звезда Бо Бриджеса.

## Личная жизнь
С 1964 по 1984 год Бо Бриджес был женат на Джули Лэндфилд. В браке они усыновили мальчика Кейси (род. 1969), позже у них родился родной сын Джордан (род. 1973), также ставший актёром.
После развода Бо женился на Уэнди Трис. У пары есть трое детей: Дилан (род. 1985), Эмили (род. 1986) и Эзекия Джеффри (род. 1993).

## Избранная фильмография
| Год       |    | Русское название              | Оригинальное название          | Роль                        |
| --------- | -- | ----------------------------- | ------------------------------ | --------------------------- |
| 1963      | с  | Бен Кейси                     | Ben Casey                      | Лоуренс «Ларри» Мастерсон   |
| 1963      | с  | Сыромятная плеть              | Rawhide                        | Билли Джохансон             |
| 1965      | с  | ФБР                           | The F.B.I.                     | Джерри Фоли                 |
| 1966      | с  | Дымок из ствола               | Gunsmoke                       | Джейсон                     |
| 1966—1967 | с  | Беглец                        | The Fugitive                   | Гэри Келлер / Ларри Корби   |
| 1967      | с  | Бонанза                       | Bonanza                        | Хорас Перкинс               |
| 1967      | ф  | Инцидент, или Случай в метро  | The Incident                   | рядовой Феликс Тефлингер    |
| 1972      | ф  | Хаммерсмит вышел на волю      | Hammersmith Is Out             | Билли Бридлав               |
| 1972      | ф  | Детская игра                  | Lovin’ Molly                   | Джонни                      |
| 1974      | ф  | Любя Молли                    | Child’s Play                   | Пол Рейс                    |
| 1975      | ф  | Другая сторона горы           | The Other Side of the Mountain | Дик Буэк                    |
| 1979      | ф  | Норма Рэй                     | Norma Rae                      | Сонни Уэбстер               |
| 1979      | ф  | И спотыкается бегущий         | The Runner Stumbles            | Тоби Фелкер                 |
| 1980      | ф  | Гонщик «Серебряной мечты»     | Silver Dream Racer             | Брюс Макбрайд               |
| 1984      | ф  | Отель «Нью-Хэмпшир»           | The Hotel New Hampshire        | Уин Берри                   |
| 1985      | тф | Алиса в Стране чудес          | Alice in Wonderland            | единорог                    |
| 1985      | с  | Удивительные истории          | Amazing Stories                | Теодор «Тедди» Ширинг       |
| 1986      | ф  | Насилие!                      | Outrage!                       | Брэд Гордон                 |
| 1987      | ф  | Время убивать                 | The Killing Time               | Сэм Уэйберн                 |
| 1987      | ф  | Дикая парочка                 | The Wild Pair                  | Джо Дженнингс               |
| 1988      | ф  | Семь часов до приговора       | Seven Hours to Judgment        | Джон Иден                   |
| 1989      | ф  | Железный треугольник          | The Iron Triangle              | капитан Кин                 |
| 1989      | ф  | Знаменитые братья Бейкеры     | The Fabulous Baker Boys        | Фрэнк Бейкер                |
| 1989      | ф  | Волшебник                     | The Wizard                     | Сэм Вудс                    |
| 1991      | с  | Байки из склепа               | Tales from the Crypt           | доктор Мартин Фейрбэнкс     |
| 1991      | ф  | И в горе, и в радости         | Married to It                  | Джон Морден                 |
| 1992      | ф  | Парный удар                   | Sidekicks                      | Джерри Габревски            |
| 1993      | тф | Убийца предводителя           | The Positively True Adventures | Терри Харпер                |
| 1995      | с  | За гранью возможного          | The Outer Limits               | доктор Саймон Кресс         |
| 1996      | тф | Скрыто в Америке              | Hidden in America              | Билл Джейнусон              |
| 1996      | ф  | Джерри Магуайер               | Jerry Maguire                  | Мэтт Кушман                 |
| 1997      | ф  | Человек-ракета                | RocketMan                      | Бад Несбитт                 |
| 2000      | мс | Дикая семейка Торнберри       | The Wild Thornberrys           | Хейден Адамс                |
| 2001      | тф | Путешествие «Единорога»       | Voyage of the Unicorn          | Алан Айслинг                |
| 2001      | с  | Уилл и Грейс                  | Will & Grace                   | Дэниел Макфарланд           |
| 2003      | с  | Любовь вдовца                 | Everwood                       | Дэниел Салливан             |
| 2004      | с  | 10,5 баллов                   | 10.5                           | президент Пол Холлистер     |
| 2005      | ф  | Баллада о Джеке и Роуз        | The Ballad of Jack and Rose    | Марти Рэнс                  |
| 2005      | с  | На запад                      | Into the West                  | Стивен Хокси                |
| 2005—2006 | мс | Американский папаша!          | American Dad!                  | лейтенант Такер / доктор    |
| 2005—2006 | с  | Звёздные врата: Атлантида     | Stargate: Atlantis             | генерал-майор Хэнк Лэндри   |
| 2005—2007 | с  | Звёздные врата: SG-1          | Stargate SG-1                  | генерал-майор Хэнк Лэндри   |
| 2005—2008 | с  | Меня зовут Эрл                | My Name Is Earl                | Карл Хики                   |
| 2006      | ф  | Хороший немец                 | The Good German                | полковник Мюллер            |
| 2006      | ф  | Паутина Шарлотты              | Charlotte’s Web                | доктор Дориан               |
| 2007      | ф  | Испытание                     | Spinning Into Butter           | Бертон Штраусс              |
| 2008      | в  | Звёздные врата: Ковчег правды | Stargate: The Ark of Truth     | генерал-майор Хэнк Лэндри   |
| 2008      | в  | Звёздные врата: Континуум     | Stargate: Continuum            | генерал-майор Хэнк Лэндри   |
| 2008      | ф  | Макс Пэйн                     | Max Payne                      | Би Би Хенсли                |
| 2009      | с  | Отчаянные домохозяйки         | Desperate Housewives           | Илай Скраггс                |
| 2009      | с  | Ищейка                        | The Closer                     | детектив Джордж Эндрюс      |
| 2010      | ф  | Парень моей девушки           | My Girlfriend’s Boyfriend      | Логан Янг                   |
| 2011      | с  | Братья и сёстры               | Brothers & Sisters             | Ник Броди                   |
| 2011      | мф | Со склонов Кокурико           | コクリコ坂から                 | председатель Токумару       |
| 2011      | ф  | Потомки                       | The Descendants                | кузен Хью                   |
| 2011—2012 | с  | Белый воротничок              | White Collar                   | агент Креймер               |
| 2011—2012 | с  | Компаньоны                    | Franklin & Bash                | Леонард Франклин            |
| 2012      | ф  | Хватай и беги                 | Hit and Run                    | Клинт Перркинс              |
| 2013      | мф | Сказание о принцессе Кагуя    | かぐや姫の物語                 | принц Курамочи              |
| 2013—2015 | с  | Миллеры в разводе             | The Millers                    | Том Миллер                  |
| 2013—2016 | с  | Мастера секса                 | Masters of Sex                 | Бертон Скалли               |
| 2014      | мс | Гуппи и пузырики              | Bubble Guppies                 | мистер Клос                 |
| 2015—2017 | мс | Супергерой на полставки       | Penn Zero: Part-Time Hero      | шериф Скейли Бриггс         |
| 2015—2018 | с  | Черноватый                    | Black-ish                      | Пол Джонсон                 |
| 2016      | с  | Реанимация                    | Code Black                     | Пит Делани                  |
| 2016—2017 | с  | Родословная                   | Bloodline                      | Рой Гилберт                 |
| 2017      | ф  | Между нами горы               | The Mountain Between Us        | Уолтер                      |
| 2018      | ф  | Галвестон                     | Galveston                      | Стэн                        |
| 2018—2020 | с  | Родина                        | Homeland                       | вице-президент Ральф Уорнер |
| 2018—2020 | с  | Гринлиф                       | Greenleaf                      | Боб Уитмор                  |
| 2019      | с  | Голиаф                        | Goliath                        | Уилер                       |
| 2020      | с  | Мессия                        | Messiah                        | Эдмунд Де Гий               |
| 2020      | ф  | Одна ночь в Майами            | One Night in Miami             | мистер Карлтон              |
| 2021      | с  | Господин мэр                  | Mr. Mayor                      | Адольфус Хасс               |
| 2024      | с  | Мэтлок                        | Matlock                        | Говард                      |

## Награды и номинации
| Награда                        | Год  | Категория                                                                     | Название работы        | Результат |
| ------------------------------ | ---- | ----------------------------------------------------------------------------- | ---------------------- | --------- |
| Золотой глобус                 | 1969 | Лучшая мужская роль второго плана в кинофильме                                | Ради любви к Айви      | Номинация |
| Золотой глобус                 | 1992 | Лучшая мужская роль в мини-сериале или телефильме                             | Без предупреждения     | Победа    |
| Золотой глобус                 | 1994 | Лучшая мужская роль второго планан в телесериале, мини-сериале или телефильме | Убийца предводителя    | Победа    |
| Золотой глобус                 | 1997 | Лучшая мужская роль в мини-сериале или телефильме                             | Теряя Чейз             | Номинация |
| Эмми                           | 1992 | Лучшая мужская роль в мини-сериале или телефильме                             | Без предупреждения     | Победа    |
| Эмми                           | 1993 | Лучшая мужская роль второго плана в мини-сериале или телефильме               | Убийца предводителя    | Победа    |
| Эмми                           | 1995 | Лучший приглашённый актёр в драматическом телесериале                         | За гранью возможного   | Номинация |
| Эмми                           | 1996 | Лучшая мужская роль в мини-сериале или телефильме                             | Киссинджер и Никсон    | Номинация |
| Эмми                           | 1997 | Лучшая мужская роль в мини-сериале или телефильме                             | Скрыто в Америке       | Номинация |
| Эмми                           | 1997 | Лучшая мужская роль второго плана в мини-сериале или телефильме               | Заговор против Америки | Победа    |
| Эмми                           | 1999 | Лучшая мужская роль второго плана в мини-сериале или телефильме               | Пожнёшь бурю           | Номинация |
| Эмми                           | 2000 | Лучшая мужская роль в мини-сериале или телефильме                             | Великий комбинатор     | Номинация |
| Эмми                           | 2002 | Лучшая мужская роль в мини-сериале или телефильме                             | Семья Малвейни         | Номинация |
| Эмми                           | 2007 | Лучший приглашённый актёр в комедийном телесериале                            | Меня зовут Эрл         | Номинация |
| Эмми                           | 2009 | Лучший приглашённый актёр в комедийном телесериале                            | Отчаянные домохозяйки  | Номинация |
| Эмми                           | 2010 | Лучший приглашённый актёр в драматическом телесериале                         | Ищейка                 | Номинация |
| Эмми                           | 2011 | Лучший приглашённый актёр в драматическом телесериале                         | Братья и сёстры        | Номинация |
| Эмми                           | 2014 | Лучший приглашённый актёр в драматическом телесериале                         | Мастера секса          | Номинация |
| Эмми                           | 2015 | Лучший приглашённый актёр в драматическом телесериале                         | Мастера секса          | Номинация |
| Премия Гильдии киноактёров США | 1997 | Лучшая мужская роль в телефильме или мини-сериале                             | Скрыто в Америке       | Номинация |
| Премия Гильдии киноактёров США | 2012 | Лучший актёрский состав в игровом кино                                        | Потомки                | Номинация |
| Премия Гильдии киноактёров США | 2021 | Лучший актёрский состав в игровом кино                                        | Одна ночь в Майами     | Номинация |
| Спутник                        | 1997 | Лучшая мужская роль в мини-сериале или телефильме                             | Скрыто в Америке       | Номинация |
| Спутник                        | 2000 | Лучшая мужская роль в мини-сериале или телефильме                             | Великий комбинатор     | Номинация |